# Johannes Carel Everaars
Johannes Carel Everaars (Vlissingen, 10 maart 1901 – Goes, 12 mei 1990) was een Nederlands burgemeester.
Hij werd geboren als zoon van Louis Everaars (telegrambesteller) en Maria Kurvink. Hij ging in 1919 als klerk werken bij de provinciale griffie van Zeeland waar hij het bracht tot hoofdcommies. In 1946 werd Everaars benoemd tot burgemeester van de gemeenten Groede en Nieuwvliet. In april 1966 ging hij met pensioen waarbij hij als waarnemend burgemeester van alleen Groede aanbleef tot 1970 toen die gemeente opging in de gemeente Oostburg. Everaars overleed in 1990 op 89-jarige leeftijd.